# Tullio Rossi (Architekt)
Tullio Rossi (* 28. Februar 1903 in Rom; † 4. September 1997 in Florenz) war ein italienischer Architekt. Er war einer der produktivsten Planer von Kirchenneubauten in der Gegend von Rom.

## Leben
Er schloss sein Architekturstudium an der scuola di architettura della capitale in Rom 1928 ab und gewann den Preis des premio Valadier für seine Dissertation. Das Handwerk lernte er bei einem anderen großen römischen Architekten, Clemente Busiri Vici, mit dem er bis 1930 zusammenarbeitete.
Zu Beginn seiner Selbstständigkeit konzentrierte er sich auf Wohn- und Sakralbauten. Er plante zwischen 1934 und 1938 mehrere Villen. In Rom waren es die Villa Ricci Bartoloni, die Villa Marquis Sollero del Borgo, Collegio Capranica, die Villa Cidonio und in Italien die Villa Falconi Villa Rizzani und die Villa Medioli.

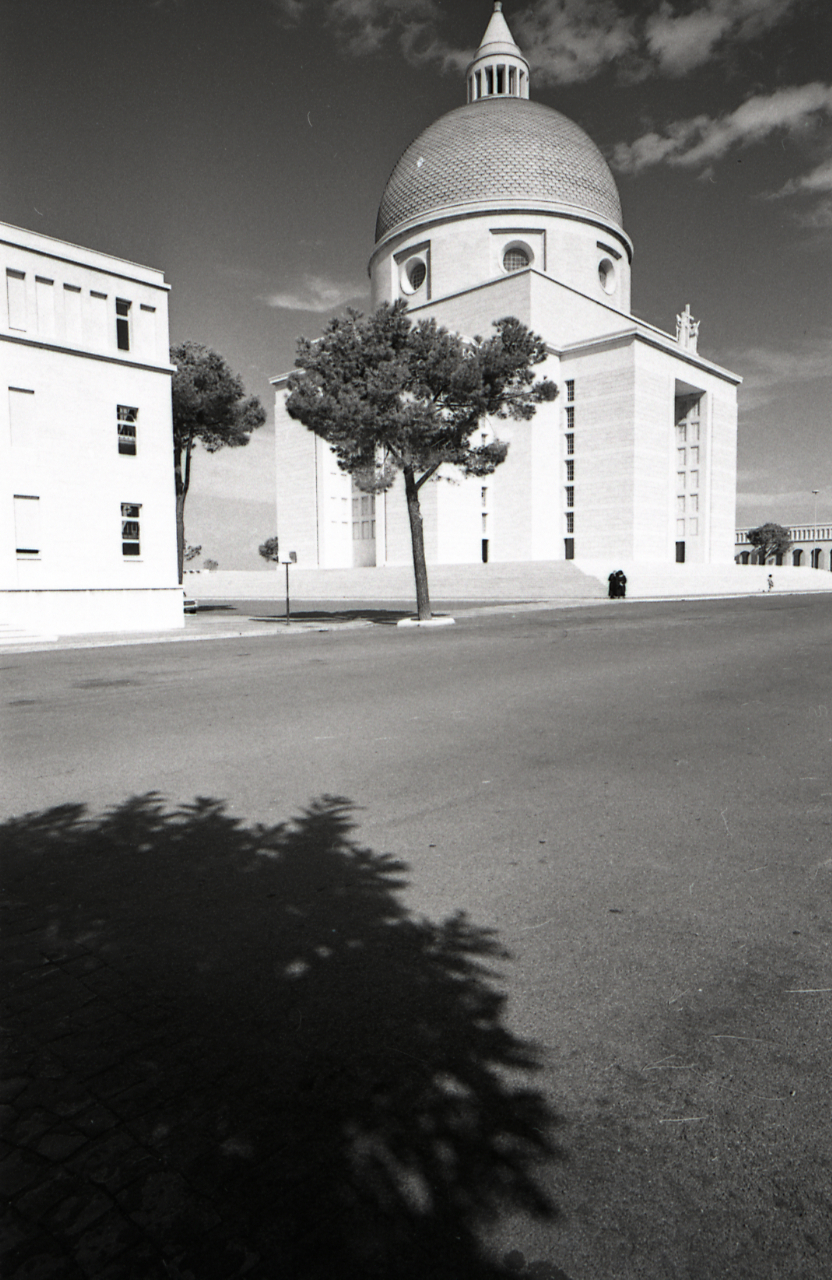
Basilika St. Peter und Paul (Rom), 1967.

1945 gründete er zusammen mit Pier Niccolò Berardi in Florenz das Studio San Giorgio. Zusammen gewannen sie den Wettbewerb für den Wiederaufbau der Ponte Vecchio in Florenz. 1949 plante er den amerikanischen Soldatenfriedhof in Florenz.
In Rom arbeitete er an der Realisierung des Landschaftsplanes des Gebietes Olgiata und dem Bau mehrerer Kirchen:
- Santa Maria Regina Pacis a Monte Verde
- Santa Maria Consolatrice al Tiburtino
- Trasfigurazione di Nostro Signore Gesù Cristo (Rom)
- Santa Lucia a Piazza d’Armi
- Santa Paola Romana
- Natività di Nostro Signore Gesù Cristo
- San Giovanni Battista de Rossi
- Santa Maria Madre della Misericordia
- Santa Galla
- San Giovanni Leonardi
- Basilika St. Peter und Paul
- San Filippo Neri alla Pineta Sacchetti
- San Michele Arcangelo a Pietralata
- San Pio V
- Santa Maria Goretti, Rom